# Azrayen'
Azrayen' is een Franse stripreeks die begonnen is in oktober 1998 met Frank Giroud als schrijver en Christian Lacroix als tekenaar.

## Albums
Alle albums zijn geschreven door Frank Giroud, getekend door Christian Lacroix en uitgegeven door Dupuis.
1. Deel 1
2. Deel 2